# Crisfield (Maryland)
Crisfield es una ciudad ubicada en el condado de Somerset en el estado estadounidense de Maryland. En el año 2010 tenía una población de 2726 habitantes y una densidad poblacional de 349,49 personas por km².

## Geografía
Crisfield se encuentra ubicado en las coordenadas 37°59′3″N 75°51′8″O / 37.98417, -75.85222.

## Demografía
Según la Oficina del Censo en 2000 los ingresos medios por hogar en la localidad eran de $17.979 y los ingresos medios por familia eran $23.929. Los hombres tenían unos ingresos medios de $30.078 frente a los $20.670 para las mujeres. La renta per cápita para la localidad era de $12.387. Alrededor del 34,2% de la población estaba por debajo del umbral de pobreza.